# Cygnus X-1
A Cygnus X-1 (rövidítve Cyg X-1) egy jól ismert fekete lyuk és röntgenforrás a Hattyú csillagképben.
1964-ben vált ismertté egy szuborbitális űrugrás során végzett mérések alapján, amit egy rakéta hajtott végre. A Cygnus X-1 az egyik legerősebb röntgenforrás, aminek legnagyobb áramlási sűrűsége 2,3×10−23 W/m2/Hz (ez 2,3×103 jansky).
A Cygnus X-1 volt az első olyan röntgenforrás, amiről széles körben elfogadták, hogy fekete lyuk lehet. Ez az egyik legtöbbet tanulmányozott égi objektum ebben a kategóriában.
Az elfogadott tömege 14,8 naptömeg. Túlságosan sűrű ahhoz, hogy közönséges csillag legyen. Eseményhorizontjának sugara kb. 26 km.
A Cygnus X-1  egy nagy tömegű, gammasugárzó kettőscsillag egyik tagja, ami kb. 6070 fényévre van a Földtől. A kettőscsillag másik tagja a HDE 226868 jelű, kék, szuperóriás változócsillag, amely körül 0,2 CsE-re kering a Cygnus X-1. A fekete lyuk anyagot von el a társcsillagától, ezáltal egy akkréciós korong keletkezik.
A korongban áramló anyag több millió fokra hevül és röntgensugárzást hoz létre.
Relativisztikus jetek indulnak ki a korongra merőlegesen, amik a belehulló anyag energiájának egy részét elszállítják a környező űrbe.
A csillag a tömegének nagy részét csillagszél formájában elveszíthette. Ha a csillag akkor fellángolt, mint egy szupernóva, a maradék anyag is kiáramlott a rendszerből. Majd a csillag összeomlott fekete lyukká.
A Cygnus X-1 egy barátságos fogadás tárgya volt Stephen Hawking fizikus és Kip Thorne között 1974-ben, amikor Hawking arra fogadott, hogy a Cygnus X-1 nem fekete lyuk. Hawking a tévedését 1990-ben ismerte el, a megfigyelési adatok alapján.

## Felfedezése és megfigyelése

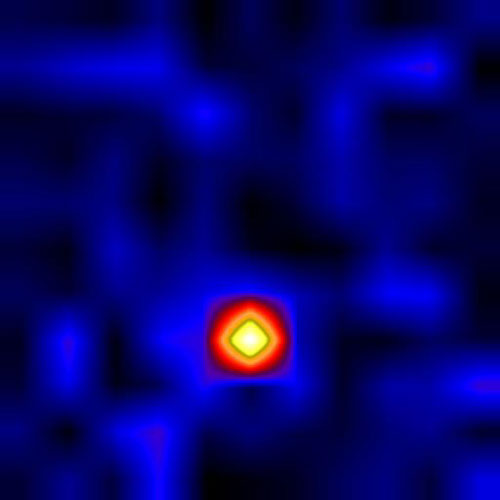
A Cygnus X-1 röntgenképe, ami egy léggömbbel felengedett távcsővel készült a NASA High Energy Replicated Optics (HERO) projektje keretében

A röntgensugárzás megfigyelése lehetővé teszi a csillagászok számára a millió fokos gázok viselkedésének tanulmányozását. Mivel azonban a Föld légköre nem engedi át a röntgensugárzást, ezért az ilyen források megfigyelése csak a légkörön kívül lehetséges. A Cygnus X-1 megfigyelésére első ízben egy rakéta szuborbitális repülése, egy ún. űrugrás során, véletlenül került sor; a rakétát a White Sands Rakétakísérleti Telepről, Új-Mexikóból bocsátották fel.
1964-ben két Aerobee rakétát bocsátottak fel, amik Geiger–Müller-számlálót vittek magukkal, amivel mérni tudták a röntgensugárzás mértékét. Ahogyan a rakéták forogtak, az egész égboltot végigpásztázták. Nyolc új röntgenforrást fedeztek fel, ezek között volt a Cyg XR-1 (későbbi nevén: Cyg X-1) a Hattyú csillagképben.
Riccardo Giacconi és Herb Gursky 1963-ban azt javasolták, hogy műholddal kellene figyelni a röntgenforrásokat. A NASA 1970-ben felbocsátotta az Uhuru nevű űrszondát, ami 300 új röntgenforrást fedezett fel.
Az Uhuru megfigyelései szerint a Cygnus X-1 röntgensugárzásának erőssége másodpercenként többször ingadozik. Ez a gyors változás azt jelenti, hogy az energia előállítása viszonylag kis térrészben, 105 km-en belül történik.
1971 áprilisa, májusa között Luc Braes és George K. Miley, a Leideni obszervatórium munkatársai, és tőlük függetlenül Robert M. Hjellming és Campbell Wade, a National Radio Astronomy Observatory munkatársai rádióhullámok kibocsátását észlelték a Cygnus X-1-ből és a pontos helymeghatározás az AGK2 +35 1910 = HDE 226868 jelzésű csillagra mutatott. Az égbolton ez a csillag nagyjából fél fok távolságra van a negyed fényrendű Eta Cygni-től. Ez egy szuperóriás, de önmagában nem lenne képes a mért adatoknak megfelelő mennyiségű röntgensugárzást kibocsátani. Így kiderült, hogy ennek a csillagnak bizonyosan van egy kísérője, ami képes a környező gázt a röntgensugárzás előállításához szükséges millió fokokra hevíteni (ez a Cygnus X-1).
Louise Webster és Paul Murdin, a Greenwichi Királyi Obszervatórium kutatói, és tőlük függetlenül Charles Thomas Bolton (Torontói Egyetem, David Dunlap Observatory) 1971-ben bejelentették, hogy felfedezték a HDE 226868 nagy tömegű, rejtőzködő társát. A csillag spektruma Doppler-eltolódásának megmérésével ki lehetett számítani a tömeget a pálya adataiból. Az objektum kiszámított nagy tömege azt engedte sejteni, hogy fekete lyuk lehet, mivel neutroncsillagnak nem lehet a Napénál 3x nagyobb tömege.
További megfigyelések 1973 végére megerősítették és a csillagászati közösség elfogadta, hogy a Cygnus X-1 nagy valószínűséggel egy fekete lyuk.

## A csillagrendszer
A kompakt objektum és a kék szuperóriás csillag kettős rendszert alkot. Közös tömegközéppontjuk körül 5,5998 nap alatt keringést végeznek. A Föld irányából nézve a kompakt objektum sohasem kerül a csillag mögé, más szóval nem kerül fedésbe. A keringési sík szögének értéke bizonytalan, 27°–65° közötti becslések vannak rá. A keringési pálya excentricitása mindössze 0,0018, vagyis szinte tökéletes körpályáról van szó. A Földtől való távolság 6100 ± 390 fényév.
A rendszer a 4° galaktikus szélesség, 71° galaktikus hosszúság koordinátákon található, a Napnak is helyt adó Orion-kartól a Tejútrendszer középpontja felé, ahol a spirálkar megközelíti a Carina- és Sagittarius-kart. A Cygnus X-1-et általában úgy jellemzik, mint ami a Sagittarius-karhoz tartozik, bár hozzá kell tenni, hogy a Tejútrendszer térbeli struktúrája még nem eléggé ismert.

### A kompakt objektum
A kompakt objektum tömegének meghatározása sokáig bizonytalan volt, a becsült értékek a csillagfejlődésből kiszámolt 20±5 naptömegtől a más technikákkal kapott 10 naptömegig terjedtek. A röntgensugárzás periódusának méréséből pontosabb érték adódott, a jelenleg elfogadott érték 14,8±1 naptömeg. Mindegyik esetben fekete lyukról van szó. Az eseményhorizontot meghatározó Schwarzschild sugár 26 km. Ezen a határon belülre kerülő anyag vagy fény nem tud többé távozni a térségből.
Az eseményhorizont létét 1992-ben látványos mérésekkel sikerült igazolni, melynek során a Hubble űrtávcső nagysebességű fotométerének ultraibolya érzékelőivel felfénylő nyalábokat detektáltak, amik a fekete lyuk felé áramló anyag spirális mozgása során keletkeztek. A kisugárzás impulzusok sorozatából áll, amikre hatással van a gravitációs vöröseltolódás. Ennek következménye, hogy az objektumhoz közeledve a sugárzás hullámhossza egyre nő, ahogyan az általános relativitáselmélet előre jelzi. Ha a befelé hulló anyag szilárd felszínbe ütközne, egy végső energiakibocsátásnak kellene bekövetkeznie a becsapódáskor; az eseményhorizont esetén azonban nem. Itt két további felvillanás figyelhető meg, amik szintén a fekete lyuk létét erősítik meg.

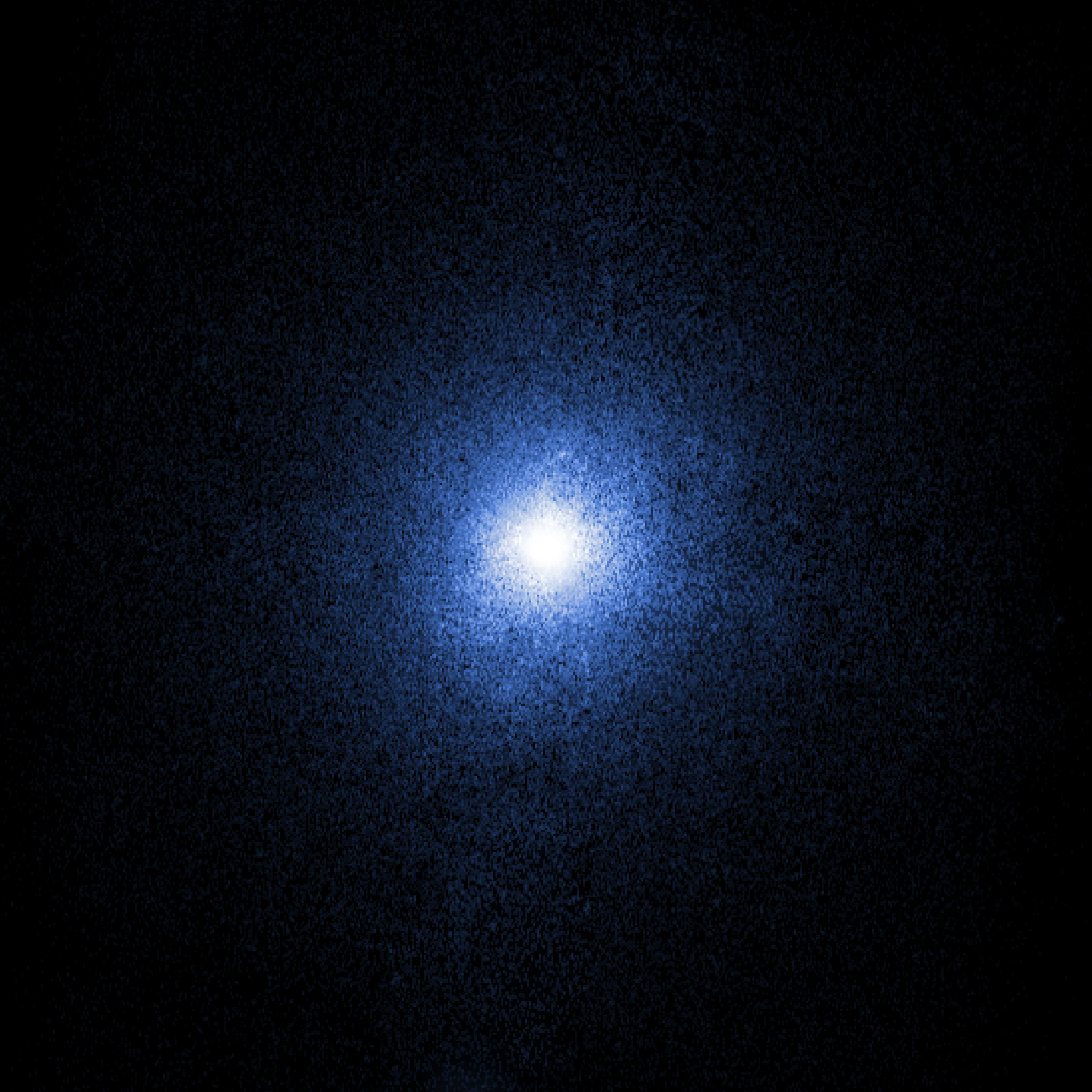
A Cygnus X-1 a Chandra űrtávcső felvételén

A Chandra űrtávcső mérései alapján úgy tűnt, mintha a Cygnus X-1 kompakt objektum nem forogna; 2011-es mérések alapján azonban úgy tűnik, hogy extrém gyorsan forog, másodpercenként 790 fordulatot tesz.

#### Kialakulása
A legnagyobb csillag a Cygnus OB3 társulásban a Nap tömegének 40-szeresével rendelkezik. Minthogy a nagyobb tömegű csillagok életciklusa gyorsabb, ez azt jelenti, hogy a Cygnus X-1 őscsillaga is nagyjából ekkora tömeggel rendelkezett, vagyis kialakulása óta 30 naptömeget elveszített. Ennek az anyagmennyiségnek egy része minden bizonnyal társcsillagához, a HDE 226868 csillaghoz áramlott, míg a többi rész az erős csillagszél miatt kisodródott a világűrbe. A HDE 226868 héliumban gazdag külső atmoszférája is erre az anyagáthelyeződésre utal.  Az őscsillag Wolf–Rayet-csillaggá válhatott, aminek jellemzője, hogy atmoszférája anyagát a környező űrbe szórja. Ha az ős-csillag szupernóvaként felrobbant volna, a megmaradó anyagmennyiség nagy sebességgel távozott volna a rendszerből (hasonló objektumok megfigyelése alapján). Mivel ez az objektum keringési pályán maradt, ez arra utal, hogy az őscsillag nagyobb robbanás nélkül összeomlott, és közvetlenül fekete lyukká alakult.

#### Az akkréciós korong

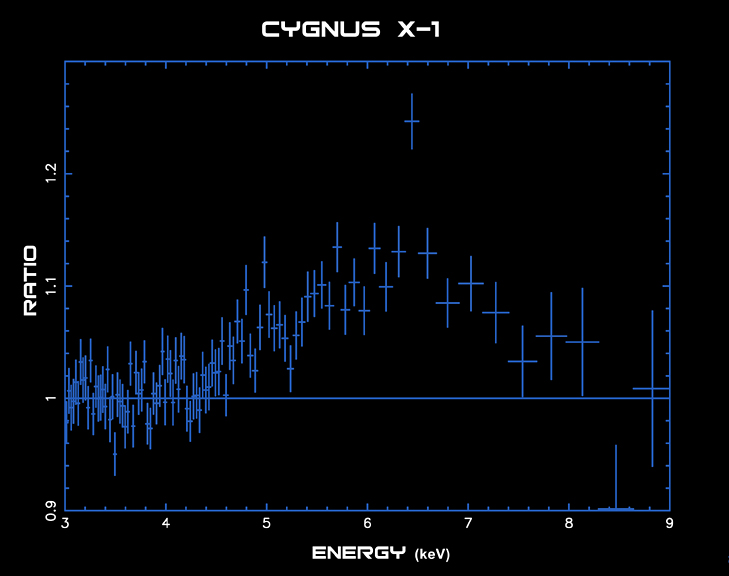
A Chandra űrtávcső röntgenfelvételének spektruma, ami 6,4 keV környékén csúcsosodást mutat, ez az akkréciós korongban lévő ionizált vas jelenlétére utal (a csúcs a gravitációs vöröseltolódás miatt eltolódott és a Doppler-effektus miatt kiszélesedett)

Feltételezések szerint a kompakt objektum körül egy viszonylag vékony réteg, egy úgynevezett akkréciós korong kering, ami az objektum felé áramló anyagból áll. A korongot alkotó anyag felhevül a súrlódás miatt, amit az vált ki, hogy az objektumhoz közelebbi ionizált gáz gyorsabban kering a távolabbi részecskéknél. Ez a korongot nagyjából két részre osztja: a belső részt nagy ionizáltságú, forró plazma alkotja, és van egy hűvösebb, kevésbé ionizált külső réteg, ami becslések szerint a Schwarzschild-sugárnál 500-szor nagyobb távolságig terjed, ez ebben a konkrét esetben mintegy 15 000 km.
Bár a Cygnus X-1 nagy mértékben változó módon viselkedik, ez a legnagyobb, kemény röntgensugárzást kibocsátó forrás, amik energiája 30 keV-tól több száz keV-ig terjed.
A neutroncsillagokhoz hasonló, stabil periódus a Cygnus X-1 esetében nem figyelhető meg.
A röntgensugárzás erőssége periodikusan változik, melynek ciklusideje 5,6 nap. Van egy nagyjából 300 napos periódus is, amit feltehetően az akkréciós korong precessziója okoz.

#### Relativisztikus anyagsugár
Az akkréciós anyag a kompakt objektum felé zuhan, és eközben elveszíti gravitációs potenciális energiáját. A felszabaduló energia egy részét relativisztikus anyagsugarak szállítják el, amik anyagrészecskékből állnak. Ezek sebessége relativisztikus, irányuk merőleges az akkréciós korongra (vagyis a részecskék sebessége jelentősen megközelíti a fénysebességet). A folyamatot valószínűleg a kompakt objektumot körülvevő gáz mágneses terei hozzák létre.
A Cygnus X-1 anyagsugarai nem elég hatékonyak az energia szállításában, ez csak kis hányadot képvisel az elektromágneses spektrumban. Ennek következtében ezek a sugarak a látható tartományban „sötétek”. Becslések szerint ezeknek az anyagsugaraknak a hajlásszöge a mi látóirányunkhoz 30°, és ez precesszálhat.
Az egyik anyagsugár viszonylag sűrű csillagközi anyaggal ütközik, ami által egy gyűrűs alakzat jön létre, ami rádiósugárzást bocsát ki. Az ütközés csillagközi ködöt képez, ami a látható tartományban is észlelhető. A köd létrehozásához 9±5×1029 W teljesítmény szükséges. Ez a Napunk által leadott teljesítmény több mint 1000-szeresének felel meg. Az ellenkező irányban haladó anyagsugár nem kelt ilyen gyűrűt, mert ott a csillagközi anyag ritkább.
2006-ban a Cygnus X-1 lett az első olyan fekete lyuk, ami bizonyítottan gamma-sugárzást bocsát ki a 100 GeV fölötti nagy energiájú tartományban.

### A HDE226868

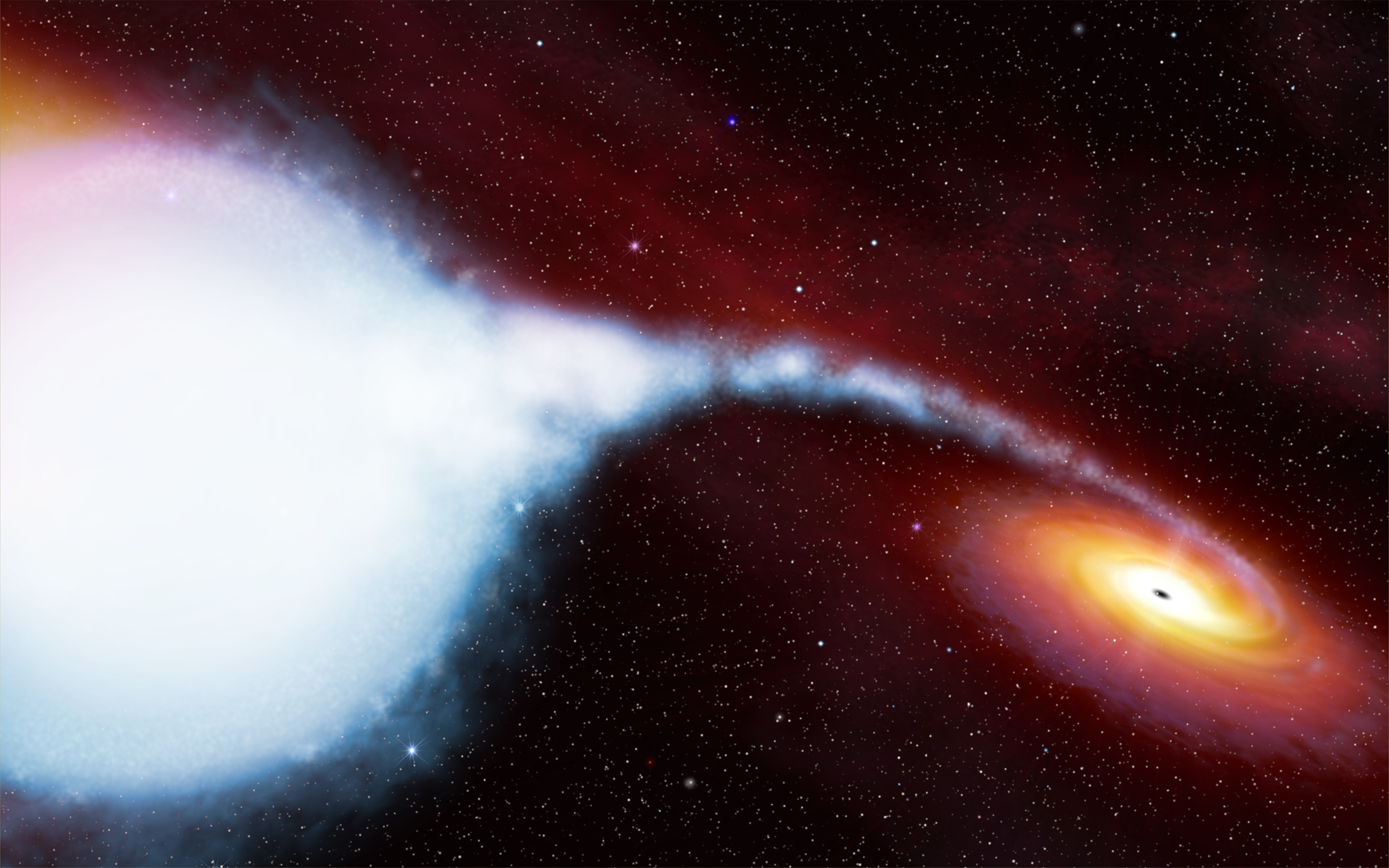
A HDE 226868–Cygnus X-1 kettős rendszer művészi ábrázolása (ESA/Hubble illusztráció)

A HDE 226868 egy szuperóriás, színképosztálya O9.7 Iab, ami az O és a B osztályú csillagok közé sorolja be. Becsült felszíni hőmérséklete 31 000 K, tömege 20–40-szeres naptömeg. A csillagok fejlődési modellje, és a mintegy 2000 parszekes távolság alapján a csillag sugara a Napénak 15-17-szerese, luminozitása pedig 300 000–400 000-szorosa. Összehasonlításképpen a kompakt objektum a  HDE 226868-tól mindössze 40 Nap-sugárnyi távolságban kering.
A HDE 226868 felszíne a nagyobb tömegű kísérő által kifejtett árapályerők által erősen torzított, könnycsepp alakú, amit a tengely körüli forgás még tovább alakít. Ez a látható fényben 0,06 mértékű fényességváltozást okoz 5,6 nap alatt.
Ha a HDE 226868 színképét összehasonlítjuk a hasonló Alnilam (Epsilon Orionis) csillaggal, az előbbi légkörében több a hélium és kevesebb a szén.
A HDE 226868 ultraviola és hidrogén-alfa spektrális vonalai hasonlóságot mutatnak a P Cygni csillagéval, és arra utalnak, hogy a csillagot egy gázfelhő veszi körül, ami 1500 km/s sebességgel távolodik tőle.
Mint más, hasonló spektrális jellemzőkkel bíró objektumok, a HDE 226868 is csillagszél formájában veszít a tömegéből, éves szinten 2,5×10−6 naptömegnyit. Másként kifejezve ez egy naptömegnyi anyag elvesztését jelenti 400 000 év alatt. A kompakt objektum gravitációs hatása miatt a csillagszél áramlásának alakja nem szabályos henger. A kompakt objektumot körülvevő térség röntgensugárzása felhevíti és ionizálja a csillagszelet. Amint a csillagszél különböző tulajdonságú térrészeken halad át a mintegy 5,6 napos útja során, az UV-vonalak, a rádiósugárzás és a röntgensugárzás jellemzői megváltoznak.
A HDE 226868 Roche-térfogata meghatároz egy térséget a csillag körül, ahol a körülötte keringő anyag gravitációsan kötött. Ezen a térségen belülre kerülő anyag a kísérő felé fog mozogni.
A Napunk és a HDE 226868 között található csillagközi por és gáz hatására a látszó fényesség kisebbnek és vörösebbnek látszik. A becsült fényesség-csökkenés (AV) 3,3 magnitúdó. A csökkenés nélkül a HDE 226868 5-ös magnitúdójú, szabad szemmel is látható csillag lenne.

## Stephen Hawking és Kip Thorne fogadása
A Cygnus X-1 volt a tárgya Stephen Hawking angol fizikus és Kip Thorne amerikai fizikus (Caltech) fogadásának, amiben Hawking arra fogadott, hogy nincsen fekete lyuk a térségben, Thorne pedig arra, hogy van. (Hawking ekkorra már hosszú ideje foglalkozott a fekete lyukak fizikájával).

## Fordítás
- Ez a szócikk részben vagy egészben  a   Cygnus X-1 című angol Wikipédia-szócikk fordításán alapul.  Az eredeti cikk szerkesztőit annak laptörténete sorolja fel. Ez a jelzés csupán a megfogalmazás eredetét és a szerzői jogokat jelzi, nem szolgál a cikkben szereplő információk forrásmegjelöléseként.